# Eekhoutpoort
De Eekhoutpoort is een straat in de Brugge.

## Beschrijving
De straat heeft haar naam te danken aan de abdij van de Eeckhoutte die in de 11de eeuw werd opgericht en een belangrijke rol speelde in de geschiedenis van Brugge.
Eekhout betekende hier niet eikenhout, maar hout in een eek. Een eek was een laagland, dat 's winters onder water kwam te staan. In zo'n eek groeide laag houtgewas, dat hakhout opleverde. Vandaar eekhout. Zo schreef Karel De Flou, hierin bijgetreden door Albert Schouteet. Maar Maurits Gysseling, hierin bijgetreden door Frans Debrabandere hield het gewoon bij eikenbos.
De Eekhoutabdij bezette een groot terrein ten zuiden van de Dijver. Ze werd opgeheven tijdens de Franse overheersing en kerk en klooster werden afgebroken. De oppervlakte werd ingenomen door de Bank Dujardin (thans seniorie Ten Eekhoutte en Sint-Andreasinstituut), de stad Brugge (thans Groeningemuseum) en heel wat particulieren.
De hoofdstraat die aan de abdij haar naam ontleent is de Eekhoutstraat.
De Eekhoutpoort is een doodlopende straat, die vertrekt van de Eekhoutstraat. Aan het begin is de straat overbouwd door een poort die een relict is van de vroegere Eekhoutabdij. Het draagt een beeld van de heilige Augustinus en als inscriptie een gebedsaanroeping tot deze heilige.
Er staan slechts enkele huizen in deze straat, die toegang verleent tot de tuinzijden van gebouwen aan de Dijver, onder meer het Groeningemuseum en het Europacollege, alsook aan de achterkant van het Sint-Andreasinstituut.
Gedurende vele jaren had deze straat geen eigen naam en werd gewoon als onderdeel van de Eekhoutstraat gerekend.

## Externe link

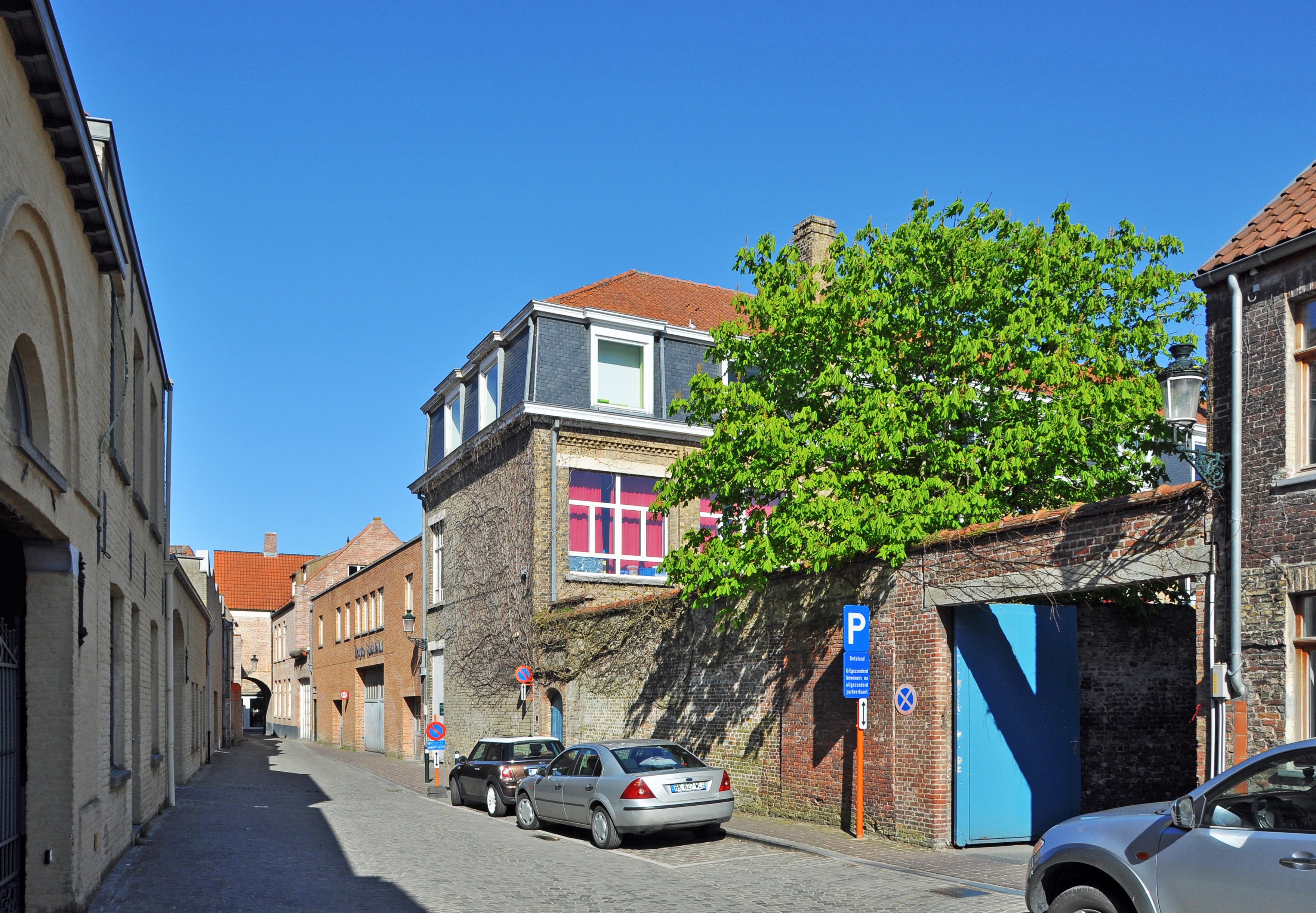
De Eekhoutpoort, in de richting van de Eekhoutstraat
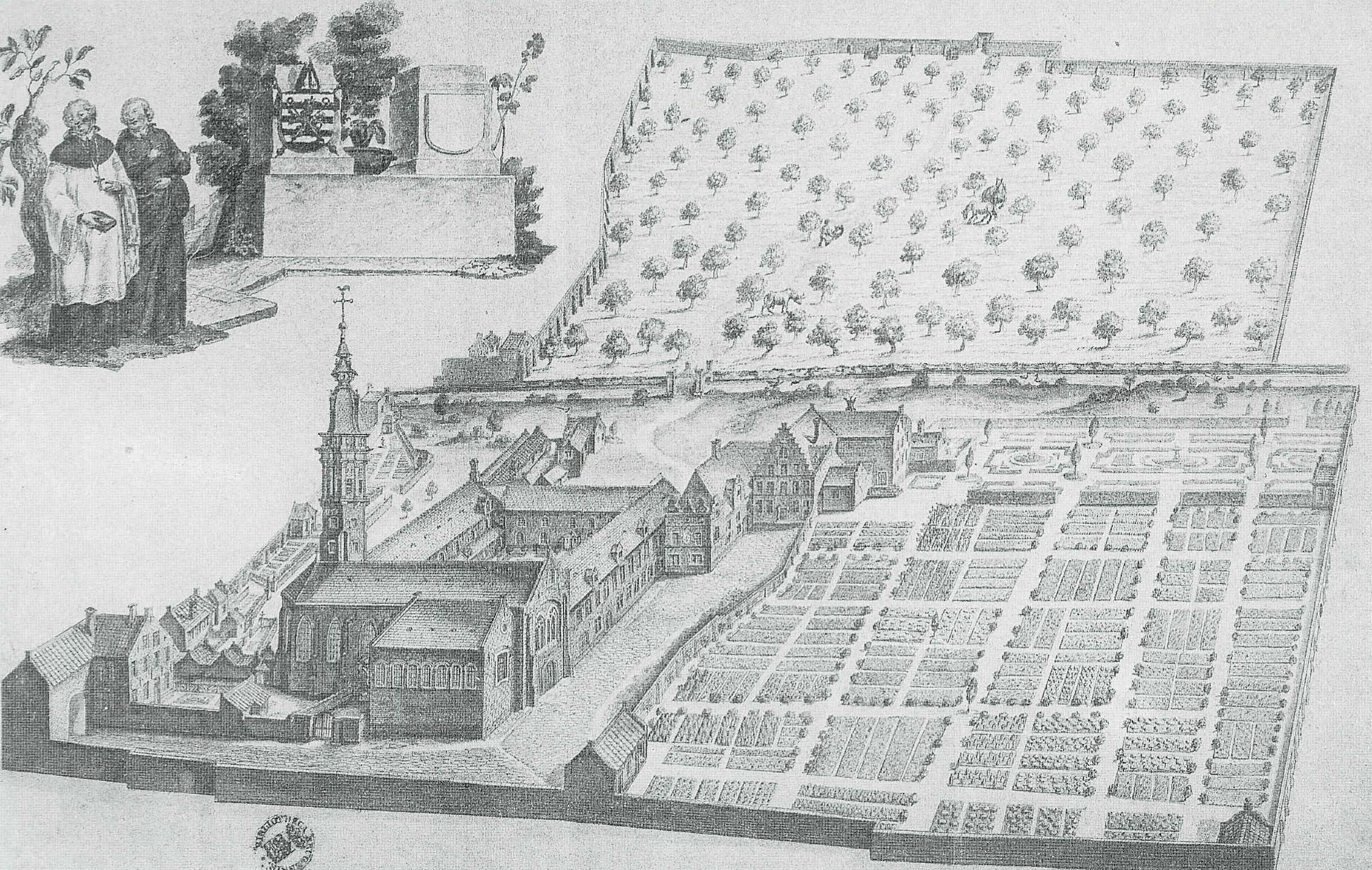
Algemeen zicht op de Eekhouteabdij. Links het huis met de poort eronder, leidende naar wat thans de straat is met de naam Eekhoutpoort